# 新日学園 内藤哲也物語
『新日学園 内藤哲也物語』（しんにちがくえん ないとうてつやものがたり）は、広く。による日本の漫画作品。2018年6月16日から2020年4月23日までKADOKAWA「ダ・ヴィンチニュース」にて隔週連載された。

## 概要
新日本プロレス所属のプロレスラー・内藤哲也をモデルにした同名主人公、内藤哲也を軸にした学園プロレス漫画。
新日本プロレスで起こった試合を郊外の高等学校「新日学園」で起こった話として置き換え、セリフも多くは実際のインタビューから抜き出し再構成するという手法を執っている。
2019年3月、書籍化にあたり『新日学園 内藤哲也物語』に改題の上単行本化。ただし連載は以降もHIGHER AND HIGHTHER! 新日学園物語』のまま続行される。また、単行本1巻には連載前に電子書籍として2014年に新日本プロレスから発売された（もとは同人誌として2011年に頒布）『HIGHER AND HIGHTHER!」も『HIGHER AND HIGHTHER!“運命”の10月10日』として改題の上収録。連載版と同人版ではキャラクターの頭身、学年などの諸設定などが変更されている。

## おもな登場人物

### ロス・インゴベルナブレス・デ・ハポン
内藤率いる格闘チーム。ミーティング場所はファミリーレストラン「ヨイゼリア」。
内藤哲也（ないとう てつや）
新日学園2年生。かつての目標は先輩・棚橋が成し遂げた「新日本学園に入る。一年生のうちにベルトを取る。ドームでメインイベント」。夢破れたためロス・インゴベルナブレス・デ・ハポンを結成。さらなる目標と自己実現を追い続ける。口癖は「トランキーロ、あっせんなよ」。
BUSHI（ぶし）
謎多き覆面姿の高校生。口紅を塗っているが、メンバー一礼儀正しく口調も丁寧。
高橋ヒロム（たかはし ヒロム）
新日学園1年生。プロレスの基本は内藤から学んでおり、チームのマスコット的存在。好物はパフェ。
EVIL（イービル）
新日学園1年生。長髪を後ろで束ね、普段はサングラス姿。学内の友人（？）飯伏幸太からはナベちゃんと呼ばれる。
SANADA（さなだ）
モヒカン姿の高校生。口数は少ない。もともとは真田と名乗り、隣町の高校にいたが転校してきた。

### その他生徒
棚橋弘至（たなはし ひろし）
内藤があこがれ、目標とする上級生。
オカダ・カズチカ
新日学園2年生。もともとは転校生で体力もなかったが、内藤を飛び越え棚橋越えを果たす。

### 教師
スーパーストロングマシン
覆面姿の先生。内藤やオカダらの新人時代のコーチとして登場。
天山広吉（てんざん ひろよし）
新日学園の教師で、個性的な髪型をしている。内藤に「終わってる」と評されて激昂。試合でも繰り返し挑発されて怒りが最高潮に達し、アナコンダマックスでタップを奪った。

## 書誌情報
- 『新日学園 内藤哲也物語』〈KADOKAWA〉、全2巻
  1. 2019年3月28日発売、ISBN 978-4-04-065689-2
  2. 2020年7月22日発売、ISBN 978-4-04-064881-1